# Nueva Ocotepeque
Nueva Ocotepeque – miasto w Hondurasie, w dolinie rzeki Lempa. Stolica departamentu Ocotepeque. Według Spisu Powszechnego z 2013 roku liczy 11,8 tys. mieszkańców. Zostało zasiedlone w 1935 roku po zniszczeniach byłego miasta Ocotepeque w wyniku powodzi. Miasto obsługuje port lotniczy. 